# Пежо тип 125
Пежо тип 125 (фр. Peugeot Type 125) је аутомобил произведен 1910. године од стране француског произвођача аутомобила Пежо у њиховој фабрици у Оданкуру. У тој години је произведено 150 јединица.
Аутомобил је покретао четворотактни, двоцилиндрични мотор снаге 9 КС и запремине 1148 cm³. Мотор је постављен напред и преко кардана давао погон на задње точкове. Максимална брзина возила је 45 км/ч.
Међуосовинско растојање је 2473 mm, размак точкова 1150 mm, дужина аутомобила је 3650 mm и ширина 1600 mm. Каросерија је ландо и торпедо са простором за четири особе, а спортски модел је двосед.

## Галерија
- Пежо тип 125 из 1910. године
- Пежо тип 125 из ентеријер
- Пежо тип 125